# Carukiidae
Carukiidae là một họ sứa hộp thuộc về lớp Cubozoa.

## Loài

### Carukia
Có các loài sau:
- Carukia barnesi Southcott, 1967
- Carukia shinju Gershwin, 2005

### Gerongia
Có các loài sau:
- Gerongia rifkinae Gershwin & Alderslade, 2005

### Malo
Có các loài sau:
- Malo kingi Gershwin, 2007
- Malo maximus Gershwin, 2005
- Malo bella Gershwin, 2014
- Malo filipina Bentlage & Lewis, 2012

## Manokia
- Manokia stiasnyi (Bigelow, 1938)

### Morbakka
Có các loài sau:
- Morbakka fenneri Gershwin, 2008
- Morbakka virulenta Kishinouyea, 1910